# 高徳院
高徳院（こうとくいん）は、神奈川県鎌倉市長谷にある浄土宗の寺院。本尊は国宝銅造阿弥陀如来坐像の鎌倉大仏。正式には大異山高徳院清浄泉寺（だいいざん こうとくいん しょうじょうせんじ）と号する。開基（創立者）と開山（初代住職）はともに不詳。
2004年（平成16年）2月27日、境内一帯が「鎌倉大仏殿跡」の名称で国の史跡に指定された。なお、大仏の造立経緯や、大仏殿の倒壊時期については諸説ある（後述）。
近世以前に造立された大仏について、東大寺大仏（現存）、鎌倉大仏 （現存）、雲居寺大仏（現存せず）、東福寺大仏（現存せず）、方広寺の京の大仏（現存せず）などの大仏が挙げられるが、天災や戦乱で失われたものが多く、鎌倉大仏は、造立当初の姿をよくとどめている貴重な存在である。
江戸時代には、鎌倉大仏（像高約11.39メートル）、東大寺大仏（像高約14.7メートル）、方広寺大仏（京の大仏、像高約19メートル）の三尊が、日本三大仏と称されていた。
現在の住職は慶應義塾大学教授でもある佐藤孝雄が務めている｡

## 歴史

正面からの鎌倉大仏

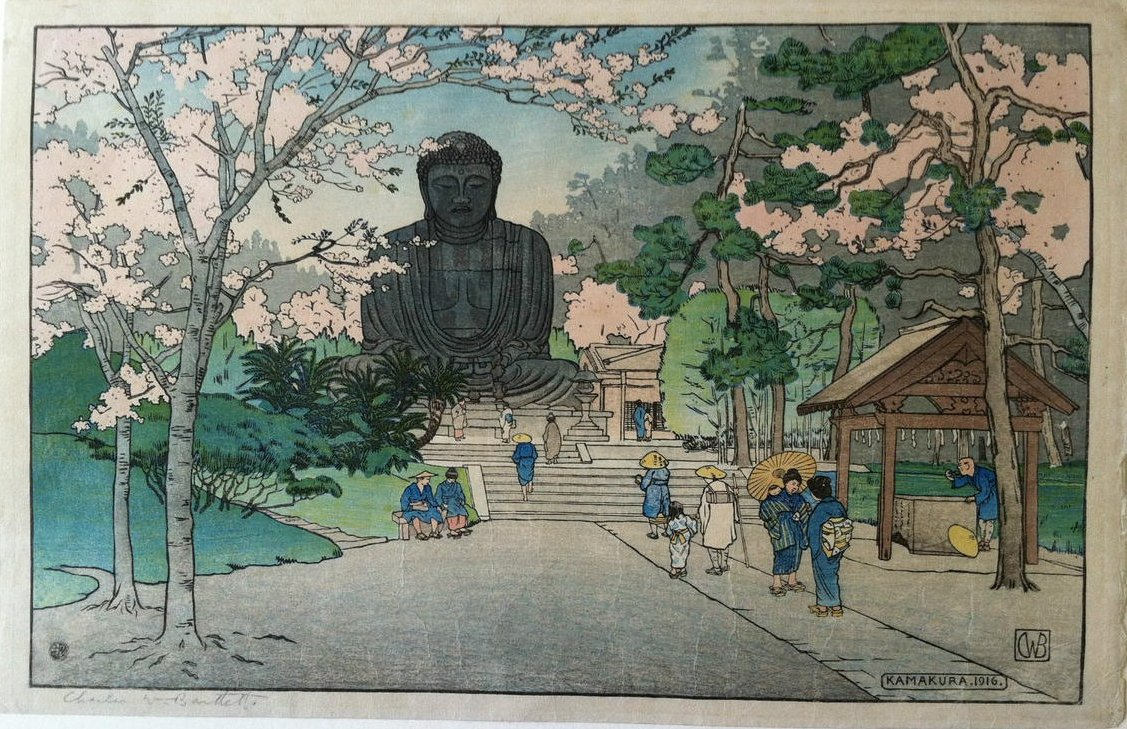
チャールズ・W・バートレットによる木版画（1916年）

日本の各大仏の存立期間(時系列)

高徳院は、鎌倉のシンボルともいうべき大仏を本尊とする寺院であるが、開山、開基は不明であり、大仏の造像の経緯についても史料が乏しく、不明な点が多い。寺の草創については、鎌倉市材木座の光明寺奥の院を移建したものが当院だという説もあるが、定かではない。初期は真言宗で、鎌倉・極楽寺開山の忍性など密教系の僧が住持となっていた。のち臨済宗に属し建長寺の末寺となったが、江戸時代の正徳年間（1711年 - 1716年）に江戸・増上寺の祐天上人による再興以降は浄土宗に属し、材木座の光明寺（浄土宗関東総本山）の末寺となっている。「高徳院」の院号を称するようになるのは浄土宗に転じてからである。
『吾妻鏡』には、暦仁元年（1238年）、深沢の地（現・大仏の所在地）にて僧・浄光の勧進によって「大仏堂」の建立が始められ、5年後の寛元元年（1243年）に開眼供養が行われたという記述がある。同時代の紀行文である『東関紀行』の筆者（名は不明）は、仁治3年（1242年）、完成前の大仏殿を訪れており、その時点で大仏と大仏殿が3分の2ほど完成していたこと、大仏は銅造ではなく木造であったことを記している。一方、『吾妻鏡』には、建長4年（1252年）から「深沢里」にて金銅八丈の釈迦如来像の造立が開始されたとの記事もある。「釈迦如来」は「阿弥陀如来」の誤記と解釈し、この1252年から造立の開始された大仏が、現存する鎌倉大仏であるとするのが定説である。なお、前述の1243年に開眼供養された木造の大仏と、1252年から造り始められた銅造の大仏との関係については、木造大仏は銅造大仏の原型だったとする説と、木造大仏が何らかの理由で失われ、代わりに銅造大仏が造られたとする説があったが、後者の説が定説となっている。
『吾妻鏡』によると、大仏造立の勧進は浄光なる僧が行ったとされているが、この浄光については、他の事跡がほとんど知られていない。大仏が一僧侶の力で造立されたと考えるのは不合理で、造像には鎌倉幕府が関与していると見られるが、『吾妻鏡』は銅造大仏の造立開始について記すのみで、大仏の完成については何も記しておらず、幕府と浄光の関係、造立の趣意などは未詳である。
鎌倉時代末期には鎌倉幕府の有力者・北条（金沢）貞顕が息子貞将（六波羅探題）に宛てた書状の中で、関東大仏造営料を確保するため唐船が渡宋する予定であると書いている（寺社造営料唐船）。しかし、実際に唐船が高徳院（鎌倉大仏）に造営費を納めたかどうかはこれも史料がないため、不明である。
大仏は、元来は大仏殿のなかに安置されていた。大仏殿の存在したことは、2000年から2001年（平成12年 - 平成13年）にかけて実施された境内の発掘調査によってもあらためて確認されている。『太平記』には、建武2年（1335年）、強風で大仏殿が倒壊した旨の記載があり、『鎌倉大日記』によれば大仏殿は応安2年（1369年）にも倒壊している。大仏殿については、従来、室町時代にも地震と津波で倒壊したとされてきた。この津波の発生した年について、『鎌倉大日記』は明応4年（1495年）（明応地震#明応4年8月15日の地震）とする (『塔寺八幡宮長帳』などの他の史料から、明応7年（1498年）9月20日の明応地震の誤記とされていたが、別個の地震があったことがわかった) 。一方、室町時代の禅僧・万里集九の『梅花無尽蔵』によると、文明18年（1486年）、彼が鎌倉を訪れた際、大仏は「無堂宇而露坐」であったといい、この時点で大仏が露坐であったことは確実視されている。2000年から2001年（平成12年 - 平成13年）の境内発掘調査の結果、応安2年（1369年）の倒壊以後に大仏殿が再建された形跡は見出されなかった。現在、鎌倉大仏の周囲には、かつて存在した大仏殿の礎石の跡とみられる巨大な石が53個存在する。
露坐となり荒廃が進んだ大仏を、江戸中期に祐天が浅草の商人野島新左衛門の喜捨を得て、養国とともに復興を図る。そして鎌倉大仏の鋳掛修復に着手し、「清浄泉寺高徳院」と称する念仏専修の寺院の再興に成功し、当時、浄土宗関東十八檀林の筆頭であった光明寺の「奥之院」に位置づけた。
1923年（大正12年）の関東大震災では基壇が壊れ1メートル沈下した。その翌年に基壇は建築学者内田祥三を顧問として戸田組（現戸田建設）により、仏身は帝室技芸員新海竹太郎を顧問に安倍胤斎によって修理が行われた。1959年から2年間行われた大修理では基壇を免震にし、大仏本体にも補強を施すなどを行った。2017年1月から3月まで保存修理と調査が行われた。
鎌倉大仏が建立されている場所は、もともと長谷の「おさらぎ」という地名であった。そのため、鎌倉大仏にかぎっては「大仏」と書いて「おさらぎ」と読む場合がある。また、この地に由来のある家系には「大仏」と書いて「おさらぎ」と読む姓がある。北条氏の庶流の中には大仏流北条氏があり、執権を出したこともある。

## 鎌倉大仏
銅造阿弥陀如来坐像（国宝） 
像高約11.39メートル（台座を含め高さ13.35メートル）、面長2.35メートル、眼長1メートル、眉長1.24メートル、口広0.82メートル、耳長1.9メートル、重量約121トン。
角張った平面的な面相、低い肉髻（にっけい、頭髪部の椀状の盛り上がり）、猫背気味の姿勢、体部に比して頭部が大きい点など、鎌倉期に流行した「宋風」の仏像の特色を示しており、鎌倉時代を代表する仏教彫刻として国宝に指定されている。また、後世の補修が甚大な奈良・東大寺の大仏と比べ、ほぼ造像当初の姿を保っている点も貴重である。像は衣を通肩（両肩を覆う着装法）にまとう。浄土教信仰に基づく阿弥陀像が多く来迎印（右手を挙げ、左手を下げる）を結ぶのに対し、本像は膝上で両手を組む定印（じょういん）を結んでおり、真言ないし天台系の信仰に基づく阿弥陀像であることがわかる。
像の原型の作者は不明。鋳造には河内の鋳物師・丹治久友がかかわっていることが以下の史料から判明する。久友は、文永元年（1264年）に鋳造した大和吉野山蔵王堂の鐘銘（鐘自体は現存せず）において「新大仏鋳物師丹治久友」と名乗っており、同年鋳造の東大寺真言院鐘の銘にも「鋳物師新大仏寺大工」とある。鋳造は体部が7段、頭部は前面が5段、背面が6段に分けて行われていることが、像の内外に残る痕跡からわかる。材質は通常「銅造」とされているが、正確には青銅（銅、錫、鉛等の合金）である。昭和34年から36年（1959 - 1961年）にかけて行われた修理・耐震補強工事の際、頭部内面から試料を採取して、電子線マイクロアナライザーによる材質調査が行われ、本像の金属組成は銅が少なく、鉛の含有量が多いことが判明した。採取部位によって差異があるが、平均含有比率は銅68.7％、鉛19.6％、錫9.3%となっている。この成分比率から、本像の鋳造に際しては宋から輸入された中国銭が使用されたと推定されている。なお、本像の重量（121トン）は、上述の1959年から1961年にかけての耐震補強工事における基礎データ収集の一環として、ジャッキ23台で大仏を55センチ持ち上げ、その下に秤を入れて実際に2度計量された数値の平均である。鉛の比率が高いことから、像表面に鍍金（金メッキ）を行うことは困難であったと推定され、造像当初は表面に金箔を貼っていたとされており、現在でも右頬に金箔の跡が確認できる。
像内は空洞で、人が入ることができ、一般拝観者も大仏内部を見学することができる（一度に30人以上は入場できない）。内部から見ると首のくびれに相当する場所が変色している（画像参照）が、これは補強を行ったさいに塗布された繊維強化プラスチックによるものである。
2015年7月28日、1959年の昭和の大修理からおよそ半世紀ぶりに、大仏を修理すると発表され、修理にかかる総事業費は約6,500万円を見込んでいる。修理期間の2016年1月 - 3月は洗浄や異物除去のため、拝観を中止していたが、2016年3月初頭には大修理と並行してエックス線による調査を終了。3月11日、大仏内部含め、拝観を再開した。この修理時に、大仏胎内にチューインガムを貼り付けたり、落書きをしたりされているのが見つかり、それらを修復したことが2018年4月22日に鎌倉市で開かれたシンポジウムで報告された。
- 側面 本像は猫背で頭部が前傾していることがわかる
- 面部 右頬のあたりにわずかに金箔が残る
- 窓を開けた背面
- 面部 大仏の瞳は上瞼の影に入ってしまうため確認しにくいが、瞳が表現されている。
- 大仏の内部（真上）
- 大仏の内部（側面）
- フェリーチェ・ベアトによる1867年の写真
- 鈴木真一による1870年代の写真
- アドルフォ・ファルサーリによる1880年代の写真

## 境内
- 観月堂 - 建屋は朝鮮王宮にあったものを、1924年に山一合資会社（後の山一證券）社長だった杉野喜精が寄贈した[24]。内部には、江戸幕府2代将軍の徳川秀忠が所持していたとされる聖観音像を安置している。2010年に、韓国の曹渓宗総務院長の慈乗僧侶が韓日仏教文化交流大会に出席し、観月堂を韓国に返すことで日本仏教界側と合意したと発表した[25]。2019年に当時の文化財庁（現・国家遺産庁）と伝統建築修理技術振興財団（京畿道坡州市）が現地調査、研究、精密実測などを進め、韓日共同プロジェクトにつなげた[25]。2024年6月に建物の解体を開始、2025年6月、国家遺産庁と国外所在文化遺産財団は、「朝鮮王室の祠堂建築物と推定される『観月堂』の建物を解体し、部材5000点が韓国国内に戻ってきた」と発表した[25]。
- 与謝野晶子歌碑 - かまくらや みほとけなれど 釈迦牟尼は 美男におはす 夏木立かな の歌が刻まれている。なお、「釈迦牟尼」とあるが、鎌倉大仏は「阿弥陀如来」である。

## 交通
- 鉄道
  - 江ノ島電鉄（江ノ電） 長谷駅から徒歩で9分
- 路線バス
  - 鎌倉駅東口①のりばから江ノ電バス　F11藤沢駅南口行き・K1梶原経由桔梗山行き・K3湘南車庫行き・K11梶原行き、京急バス鎌倉駅（東口）⑥のりばから鎌4系統鎌倉山行き　に乗車し、大仏前下車すぐ
  - 藤沢駅南口①のりばから江ノ電バス　F1・11鎌倉駅東口行き　に乗車し、大仏前下車すぐ

## ギャラリー
- 観月堂（韓国に移転）
- 仁王門（山門）
- 藁草履